# Nuevo Chuper
Nuevo Chuper es un centro poblado peruano, ubicado en el distrito de Cristo Nos Valga, perteneciente a la provincia de Sechura del departamento de Piura, al norte del Perú.

## Demografía
En 2017 Nuevo Chuper tenía una población de 154 habitantes.
| Gráfica de evolución demográfica de Nuevo Chuper entre 1993 y 2017 |
|                                                                    |
| Fuentes: Población 1993 y 2017                                     |